# Tigré (région)
Pour les articles homonymes, voir Tigré.
Pour l'ancienne province, voir Tigré (province).
Le Tigré (en tigrigna : ክልል ትግራይ ; amharique : ትግራይ ክልል, kilil Tigrāy), officiellement l'État régional national du Tigré (en tigrigna : ብሔራዊ ክልላዊ መንግስቲ ትግራይ, Bəh̩erawi Kəllelawi Mängəśti Təgray), est, depuis 1995, une des onze régions de l'Éthiopie. Son chef-lieu est Mekele. Il jouxte la frontière de l'Érythrée (indépendante depuis 1993) au nord, le Soudan à l'ouest, la région Afar à l'est et la région Amhara au sud. D'autres villes d'importance de cette région sont Abiy Adi, Adigrat, Aksoum, Humera, Shire, Korem, Alamata, Maychew, Wukro et Zalambessa.
Le Tigré est  connu pour ses églises taillées à même le roc, ainsi que pour ses activités de conservation des sols et de l'eau tels les nombreux barrages. Entre 2020 et 2022, il a été en guerre contre le pouvoir central.

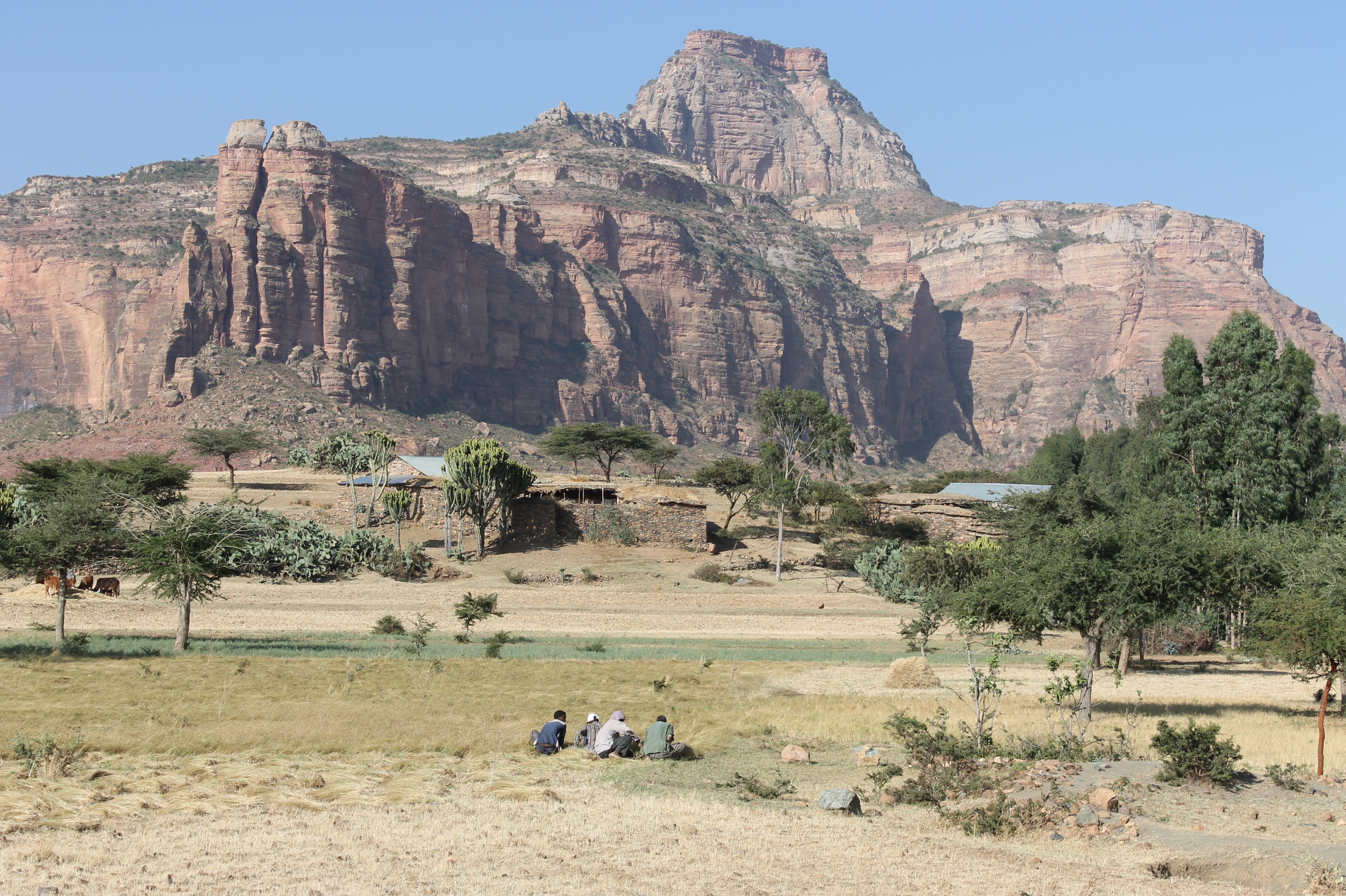
Moisson du teff dans le massif du Gheralta.

## Géographie

### Montagnes
- Ferrah Imba, 3 939 m, le sommet du massif du Tsibet dans le woreda d'Endamekoni ( 12°50′34″N 39°31′03″E / 12.84278°N 39.51750°E  ) et le plus haut pic du Tigré
- Imba Alaje, 3 438 m, dans le woreda d'Alaje ( 12°59′39″N 39°30′13″E / 12.99417°N 39.50361°E  )
- Mugulat, 3 263 m, dans le woreda Ganta Afeshum  (14°16′N 39°25′E / 14.267°N 39.417°E) ; l'un de ses éperons est traversé par le tunnel pédestre de Siqurto
- Plateaux supérieurs du Horst d'Atsbi à 3 057 m dans le woreda Atsbi Wenberta (14°03′N 39°43′E / 14.050°N 39.717°E 14°03′N 39°43′E / 14.050°N 39.717°E)
- Imba Tsion, 2 917 m, dans le woreda Hawzen (14°06′N 39°26′E / 14.100°N 39.433°E)
- Ekli Imba, 2 799 m, le sommet d'Arebay massif dans le woreda Degua Tembien (13°43′N 39°16′E / 13.717°N 39.267°E )
- Imba Aradom – parfois transcrit comme Amba Aradam, 2 756 m, dans le woreda Hintalo Wajirat (13°20′N 39°31′E / 13.333°N 39.517°E)
- Soloda, 2 436 m, dans le woreda Adoua (14°11′N 38°54′E / 14.183°N 38.900°E)
- Imba Neway, 2 388 m, dans le woreda Abergele (13°16′N 38°57′E / 13.267°N 38.950°E)

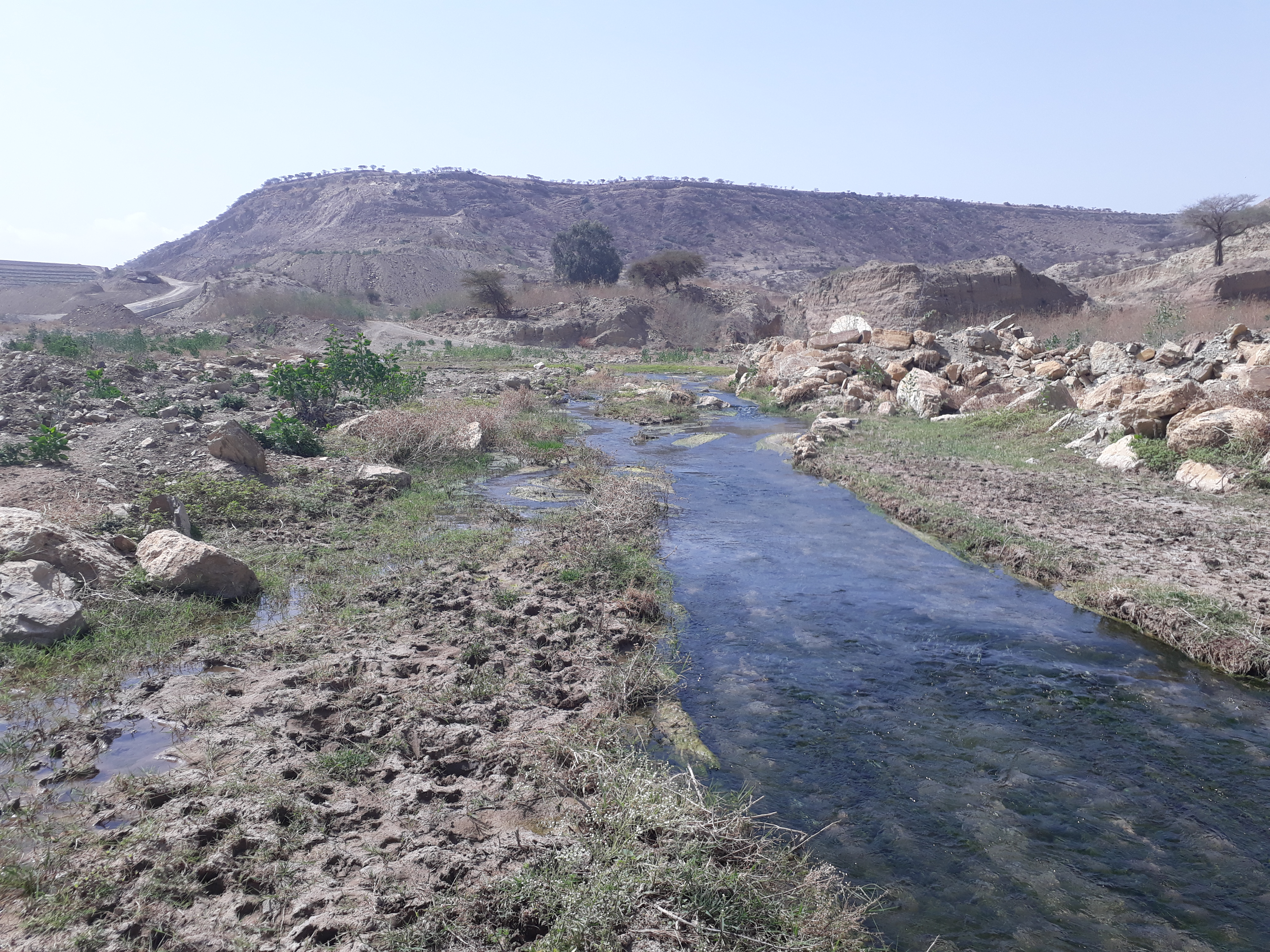
Cours d'eau régularisé, alimenté par les fuites du barrage Gereb Segen. Plus en aval, les agriculteurs l'utilisent pour agrandir les terres irriguées

### Défi de l'eau
Dans l'ensemble, la région est semi-aride. La saison des pluies ne dure que quelques mois. Les agriculteurs sont adaptés à cela, mais le problème se pose lorsque les pluies sont inférieures à la normale. Un autre défi majeur est l'approvisionnement en eau des zones urbaines. Les petites villes, en particulier Mekelle, sont confrontées à des pénuries d'eau endémiques. Des réservoirs ont été construits, mais leur gestion est sous-optimale.

### Grandes villes
Mekele est la capitale du Tigré, près du centre géographique de la région.
Les autres villes de Tigré fonctionnant comme des centres des zones métropolitaines éthiopiennes comprennent :
- Adigrat (comprenant l'université Adigrat, du monastère de Debre Damo et Addis Pharmaceuticals).
- Adoua (siège de l'université panafricaine d'Adoua).
- Aksoum (siège de l'université d'Aksoum).
- Maychew (siège de l'université Raya).

Sur les dix plus grandes villes du Tigré, Maychew a l'altitude la plus élevée à 2 479 m. De nombreuses petites villes, comme Atsbi et Idaga Hamus, sont situées à des altitudes encore plus élevées. Parmi les grandes villes, Humera est située à l'altitude la plus basse (585 m).

## Histoire

### Du troisième millénaire auVesiècleav. J.-C.
Compte tenu de la présence d'un grand complexe de temples et d'un environnement fertile, la capitale de Dʿmt était peut-être l'actuelle Yeha, au Tigré. 
Le royaume a développé des systèmes d'irrigation, utilisé des charrues, cultivé du millet et fabriqué des outils et des armes en fer .
Certains historiens, dont Stuart Munro-Hay, Rodolfo Fattovich, Ayele Bekerie, Cain Felder et Ephraim Isaac considèrent cette civilisation comme indigène, bien que sabéenne influencée en raison de la domination de cette dernière sur la mer Rouge, tandis que d'autres comme Joseph Michels, Henri de Contenson, Tekletsadik Mekuria et Stanley Burstein ont considéré Dʿmt comme le résultat d'un mélange de Sabéens et de peuples autochtones,. Cependant, les recherches les plus récentes montrent que le guèze, l'ancienne langue sémitique parlée en Érythrée et dans le nord de l'Éthiopie dans les temps anciens, n'est pas dérivée du sabéen. Il existe des preuves d'une présence de langue sémitique en Érythrée et dans le nord de l'Éthiopie au moins dès 2000 avant notre ère. On pense maintenant que l'influence sabéenne était mineure, limitée à quelques localités, et a disparu après quelques décennies ou un siècle, représentant peut-être une colonie commerciale ou militaire dans une sorte de symbiose ou d'alliance militaire avec la civilisation de Dʿmt ou un autre proto-état aksoumite,.
Après la chute de Dʿmt au Ve siècle av. J.-C., le plateau est devenu dominé par de plus petits royaumes successeurs inconnus. Cela a duré jusqu'à la montée en puissance de l'un de ces régimes politiques au premier siècle avant notre ère, le royaume aksoumite . Ancêtre de l'Érythrée et de l'Éthiopie médiévales et modernes, Aksoum a réussi à unifier la région.

### IerauXesiècle

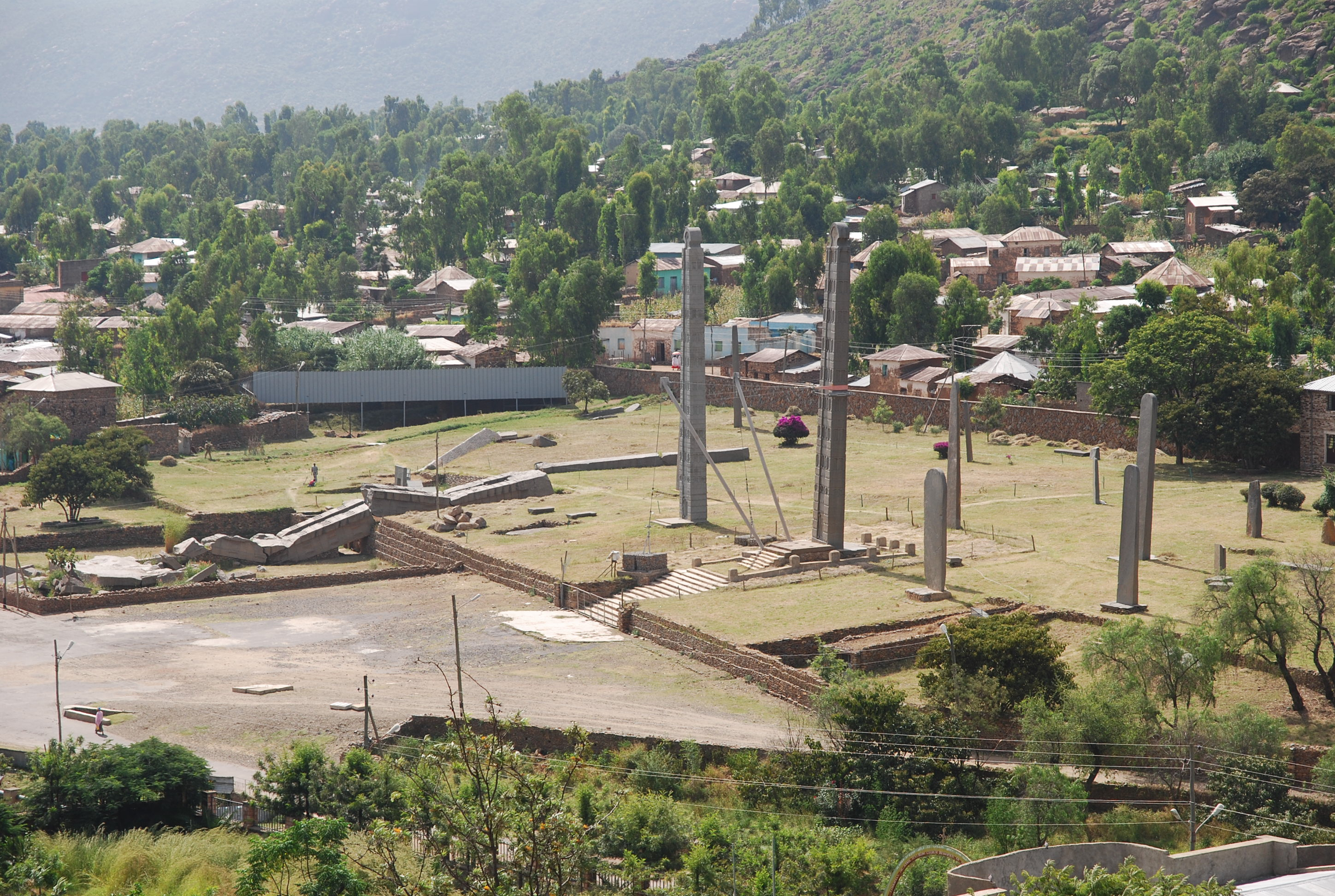
Stèles d'Aksoum

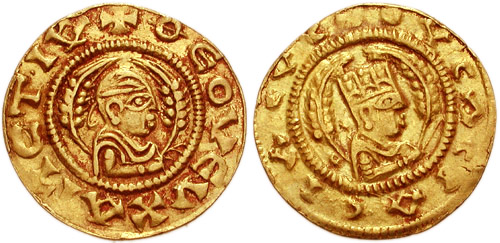
Pièces d'or aksoumites

Le royaume d'Aksoum était un empire commercial centré en Érythrée et dans le nord de l'Éthiopie. Il existait d'environ 100 à 940 de notre ère, à partir de la période de l'âge du fer proto-aksoumite, environ au IVe siècle av. J.-C. pour atteindre la proéminence au Ier siècle.
Selon le Livre d'Aksoum, la première capitale d'Aksoum, Mazaber, a été construite par Itiyopis, fils de Cush. La capitale a ensuite été déplacée à Aksoum, dans le nord de l'Éthiopie. Le Royaume a utilisé le nom «Éthiopie» dès le IVe siècle,.
L'Empire d'Aksoum, à son apogée, s'étendait parfois sur la majeure partie de l' Érythrée, de l' Éthiopie du nord, de Djibouti, du Soudan, du Yémen et de l' Arabie saoudite . La capitale de l'empire était Aksoum, maintenant dans le nord de l'Éthiopie. Aujourd'hui plus petite, la ville d'Aksoum était autrefois une métropole animée, un centre culturel et économique. Le long des collines et de la plaine à l'extérieur de la ville, les Aksoumites avaient des cimetières avec des pierres tombales élaborées appelées stèles, ou obélisques. Parmi les autres villes importantes figuraient Yeha, Hawulti-Melazo, Matara, Adulis et Qohaito, dont les trois dernières se trouvent maintenant en Érythrée. Sous le règne d' Endubis à la fin du IIIe siècle, il avait commencé à frapper sa propre monnaie et fut nommé par Mani comme l'une des quatre grandes puissances de son temps avec la Perse, Rome et la Chine. Il s'est converti au christianisme en 325 ou 328 sous le roi Ezana et a été le premier État à utiliser l'image de la croix sur ses pièces de monnaie ,.

### XIeauXIXesiècle

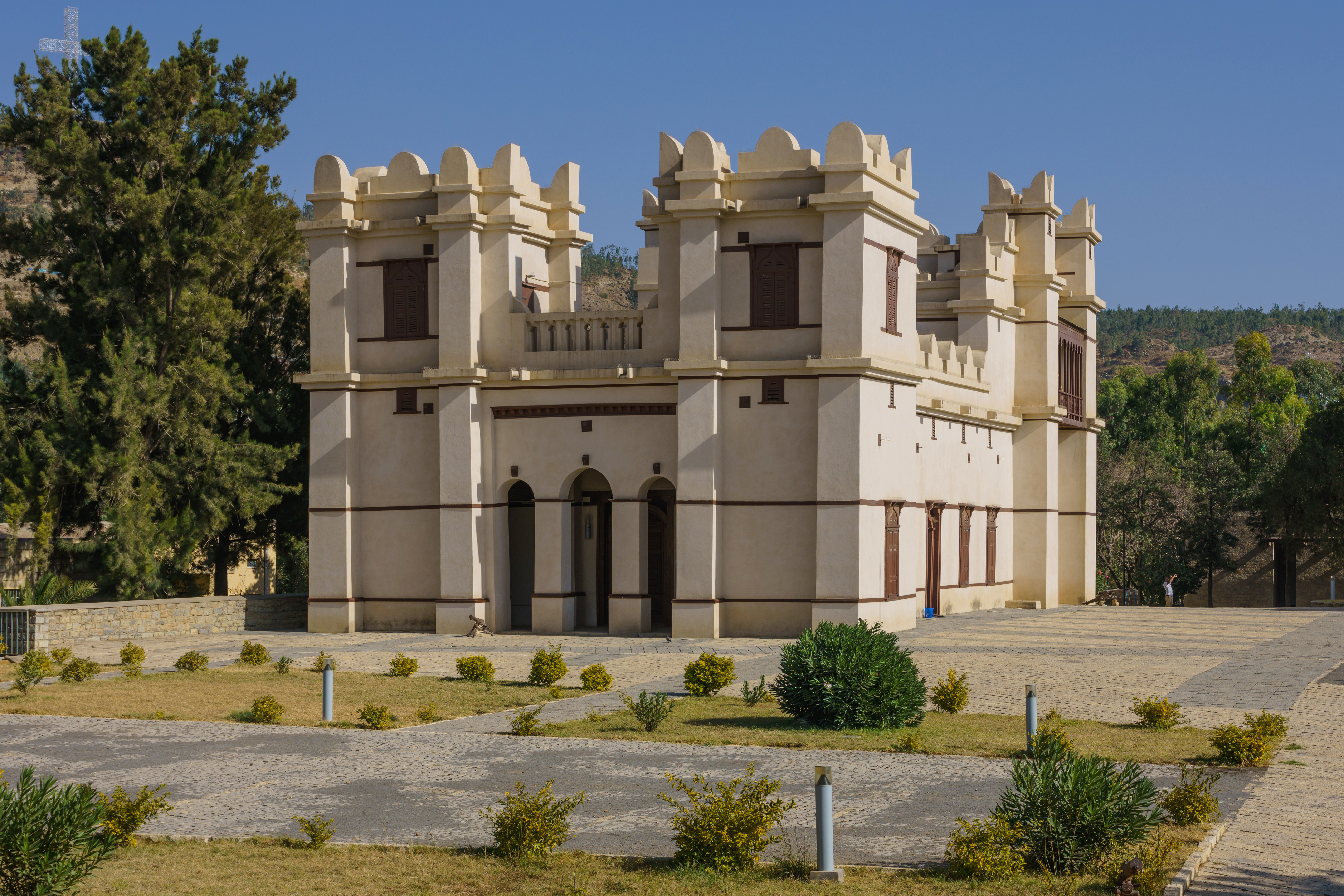
Mekelle: palais de l'empereur Yohannes IV (empereur de tout l'empire éthiopien).

Au XIVe siècle, les terres de langue tigrinya (Tigray-Mereb Melash) ont été divisées en deux provinces, séparées par la rivière Mereb par les empereurs Amhara nouvellement intronisés. Le gouverneur de la province du nord a reçu le titre de Bahre Negash (souverain de la mer), tandis que le gouverneur de la province du sud a reçu le titre de Tigray Mekonen (seigneur du Tigray). L'ouvrage du jésuite portugais Emanuele Baradas intitulé « Do reino de Tigr » et écrit en 1633-34 déclare que le « reino de Tigr » s'étendait du Hamasien à Temben, des frontières de Dankel aux montagnes d'Adwa. Il a également décrit que Tigray-Mereb Melash était divisé en vingt-quatre unités politiques plus petites (principautés), dont douze étaient situées au sud du Mereb et gouvernées par le Tigray Mekonen basé à Enderta. Les douze autres étaient situés au nord du Mereb sous l'autorité du Bahre Negash, basé dans le district de Serae.
Le Livre d'Aksoum, écrit et compilé probablement avant le XVe siècle, montre une carte schématique traditionnelle du Tigré avec la ville d' Aksoum en son centre, entourée des 13 provinces principales: Tembien, Shire, Serae, Hamasien, Bur, Sam'a, Agame, Amba Senayt, Garalta, Enderta, Sahart et Abergele.
Au Moyen Âge, la position de Tigray Mekonnen (« gouverneur du Tigray ») a été établie pour régner sur la région. D'autres districts comprenaient Akele Guzay (qui fait maintenant partie de l' Érythrée) et le royaume du Bahr negus, qui dirigeait une grande partie de ce qui est maintenant l'Érythrée et le district et la ville de Shire dans le Tigré occidental. À l'époque où le Tigray Mekonnen existait en même temps que celui du Bahr negus, leur frontière semble avoir été le fleuve Mareb, qui constitue actuellement la frontière entre le Tigré et l'Érythrée.
Après la perte de pouvoir du Bahr negus à la suite des rébellions de Bahr negus Yeshaq, le titre de Tigray mekonnen a pris de l'importance par rapport au Bahr negus et a parfois inclus le pouvoir sur des parties de ce qui est maintenant l'Érythrée, en particulier au XIXe siècle. Dans la période instable de Zemene Mesafint (« Ère des Princes »), les deux titres étaient vidés de leur importance, et le Seigneur qui à son tour dominait la région, utilisa (et reçut de l'empereur) le titre de Ras ou Dejazmach, en commençant par Ras Mikael Sehul. Les dirigeants du Tigré tels que Ras Wolde Selassie ont alterné avec d'autres, principalement ceux de Begemder ou de Yejju, en tant que chefs de guerre pour régner en fait sur la monarchie éthiopienne pendant le Zemene Mesafint.
Au milieu du XIXe siècle, les seigneurs de Tembien et d'Enderta ont réussi à créer une suzeraineté du Tigré à leur dynastie. Un de ses membres, Dejazmach Kahsay Mercha, monta sur le trône impérial en 1872 sous le nom de Yohannes IV. Après sa mort dans la bataille de Metemma, le trône éthiopien est passé sous le contrôle du roi de Shewa, et le centre du pouvoir s'est déplacé vers le sud et loin du Tigré.

### XXesiècle
En 1943, une résistance ouverte a éclaté dans tout le sud et l'est du Tigré sous le slogan « il n'y a pas de gouvernement; organisons-nous et gouvernons-nous ». Dans tout Enderta, y compris à Mekelle, Didibadergiajen, Hintalo, Saharti, Samre et Wajirat, dans le Raya, le Kilte-Awlaelo et le Tembien, des assemblées locales, appelées gerreb, ont été immédiatement formées. Le gerreb a envoyé des représentants à un congrès central, appelé le shengo, qui a élu les dirigeants et établi un système de commandement militaire. Bien que la rébellion Woyane de 1943 ait eu des défauts en tant que révolution prototype, les historiens s'accordent cependant pour dire que la rébellion Woyane avait impliqué un niveau assez élevé de spontanéité et d'initiative paysanne. Il a démontré une participation populaire considérable et reflété des griefs largement partagés. Le soulèvement était sans équivoque et spécifiquement dirigé contre le régime Amharique (Shoa central) de Haile Selassie I, plutôt que contre l'élite impériale tigréenne.

#### Guerre civile éthiopienne

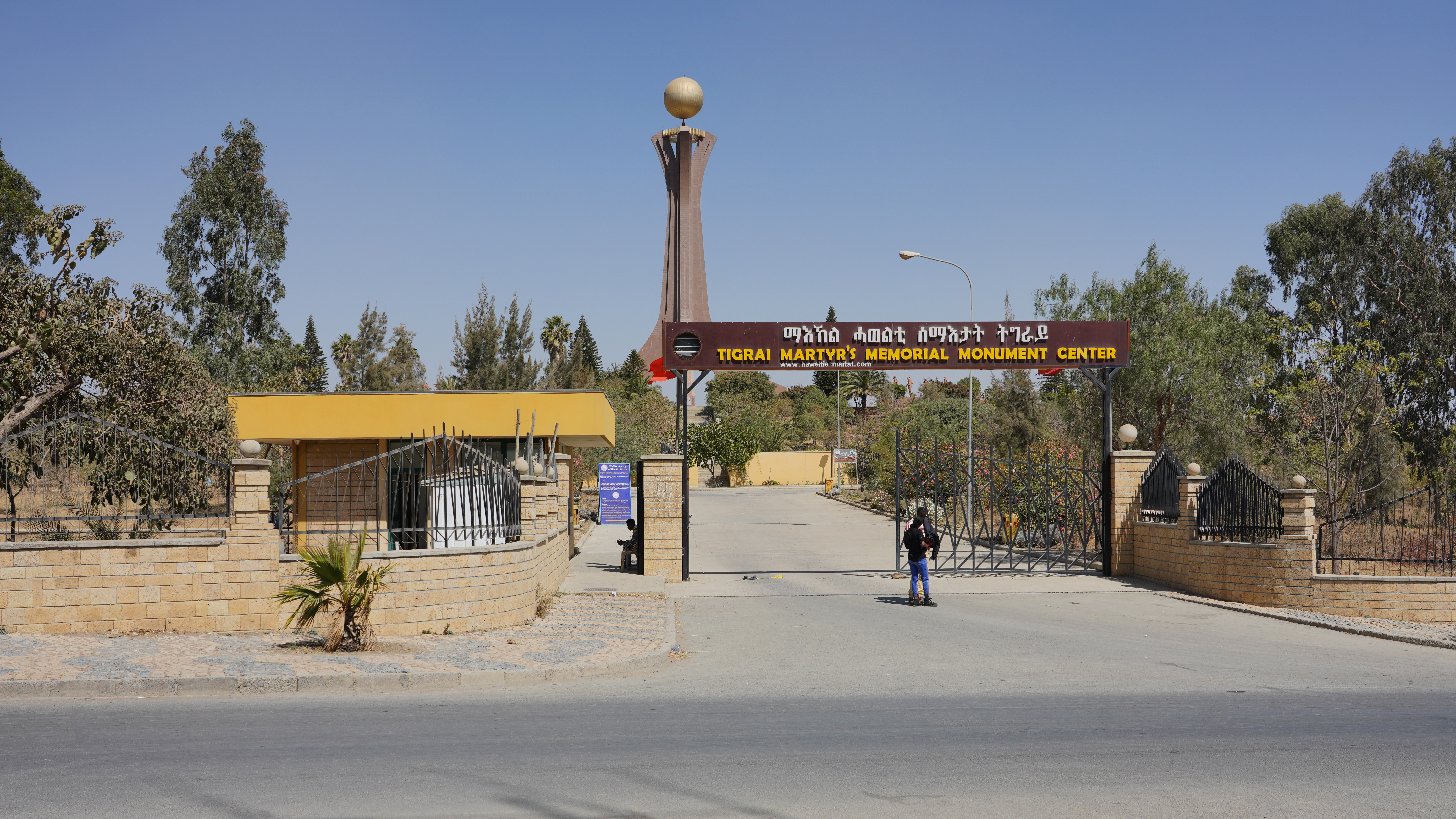
Mémorial des martyrs à Mekelle.

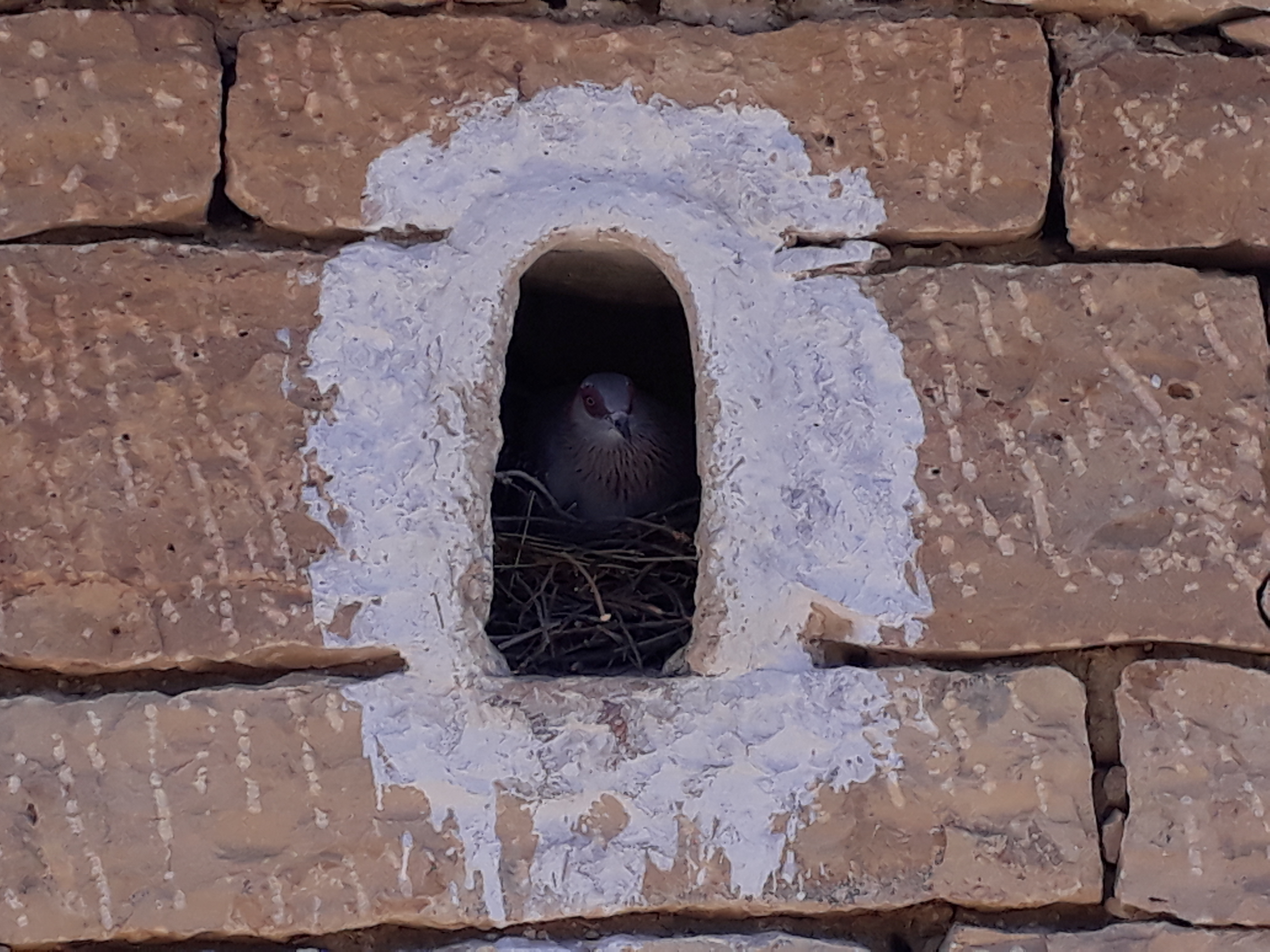
Nichoir pour pigeon Columba guinea (considéré comme un symbole de paix) dans le mur d'une ferme à Zerfenti, un village du Tigré où des centaines de personnes ont été tuées par les bombardements du Derg.

Après la révolution populaire de février 1974, le premier signal de soulèvement de masse était les actions des soldats de la 4e brigade de la 4e division d'armée à Nagelle dans le sud de l'Ethiopie. Le Comité de Coordination des Forces Armées, de la Police et de l'Armée Territoriale, ou le Derg (« Comité » en Ge'ez), a été officiellement annoncé le 28 juin 1974 par un groupe d'officiers militaires. Le comité a élu le major Mengistu Haile Mariam comme président et le major Atnafu Abate comme vice-président. En juillet 1974, le Derg a obtenu des concessions clés de l'empereur Haile Selassie, qui comprenait le pouvoir d'arrêter non seulement des officiers militaires mais des fonctionnaires du gouvernement à tous les niveaux. Bientôt, les deux anciens premiers ministres Tsehafi Taezaz Aklilu Habte-Wold et Endalkachew Makonnen, ainsi que la plupart de leurs cabinets, la plupart des gouverneurs régionaux, de nombreux officiers supérieurs et des fonctionnaires de la cour impériale ont été emprisonnés. En août 1974, après qu'un projet de constitution créant une monarchie constitutionnelle ait été présenté à l'empereur, le Derg a commencé un programme de démantèlement du gouvernement impérial afin de prévenir de nouveaux développements dans cette direction. Le Derg déposa et emprisonna l'empereur le 12 septembre 1974.
En outre, le Derg a nationalisé en 1975 la plupart des industries et des propriétés immobilières urbaines privées. Mais la mauvaise gestion, la corruption et l'hostilité générale au pouvoir violent du Derg, associées aux effets d'une guerre constante avec les mouvements de guérilla séparatistes au Tigré, ont conduit à une chute drastique de la productivité générale des cultures vivrières et commerciales. En octobre 1978, le Derg a annoncé la Campagne nationale de développement révolutionnaire pour mobiliser les ressources humaines et matérielles pour transformer l'économie, ce qui a conduit à un plan décennal (1984 - 1994) pour développer la production agricole et industrielle, prévoyant 6,5 % de croissance du PIB et l'augmentation de 3,6% du revenu par habitant. Au lieu de cela, le revenu par habitant a diminué de 0,8% au cours de cette période. Alex de Waal, spécialiste de la famine, observe que si la famine qui a frappé le pays au milieu des années 1980 est généralement attribuée à la sécheresse, « une enquête plus approfondie montre qu'une sécheresse généralisée s'est produite quelques mois seulement après que la famine était déjà en cours ». Des centaines de milliers de personnes ont fui la misère économique, la conscription et la répression politique, et sont allées vivre dans les pays voisins et partout dans le monde occidental, créant pour la première fois une diaspora éthiopienne. Une guerre civile a eu lieu qui a fait de nombreux morts.
Vers la fin de janvier 1991, une coalition de forces rebelles, le Front démocratique révolutionnaire du peuple éthiopien (EPRDF) a pris Gondar, l'ancienne capitale, Bahar Dar, Dessie et ensuite Addis Abéba.

#### Après la guerre
Après la conclusion de la guerre civile éthiopienne, la reconstruction a pu commencer. La région était dorénavant gouvernée par le Front de libération du peuple du Tigré (TPLF). Le Tigré avait accumulé un énorme retard par rapport au reste du pays. John Young, qui s’est rendu dans la région à plusieurs reprises au début des années 1990, attribue en partie ce retard aux « restrictions budgétaires centrales, au réajustement structurel et au manque de sensibilisation de la part des bureaucrates du gouvernement d’ Addis-Abeba aux conditions de un obstacle important a été posé par une bureaucratie centrale enracinée et largement dominée par les Amhara, qui ont utilisé leur pouvoir pour empêcher les fonds autorisés par le gouvernement d'atteindre le Tigré ». En même temps, une classe moyenne urbaine croissante de commerçants, d'hommes d'affaires et de fonctionnaires a émergé, méfiante et éloignée de l'EPRDF/TPLF victorieux. Le parti au pouvoir a tenté de relever ces défis dans des forums avec ses détracteurs de la classe moyenne, ainsi qu'en créant un certain nombre d'organisations non gouvernementales caritatives contrôlées par l'EPRDF, y compris le Fonds de dotation pour la réhabilitation du Tigray, Société de Secours du Tigré, et Tigray Development Association.
En 1998, la guerre a éclaté entre l'Érythrée et l'Éthiopie sur une partie du territoire qui avait été administré par le Tigré, qui comprenait la ville de Badme. À la suite d'une décision des Nations Unies en 2002, une grande partie de ces terres a été attribuée à l'Érythrée, mais jusqu'en 2020, l'Éthiopie a refusé de mettre en œuvre la décision définitive et contraignante, et les relations avec l'Érythrée sont donc très tendues. De 1991 à 2001, le président de Tigré était Gebru Asrat.

### XXIesiècle
De 2001 à 2010, le président était Tsegay Berhe.
À la suite des élections régionales du Tigré de 2020, en novembre 2020, la région est entrée en conflit avec le gouvernement fédéral éthiopien.

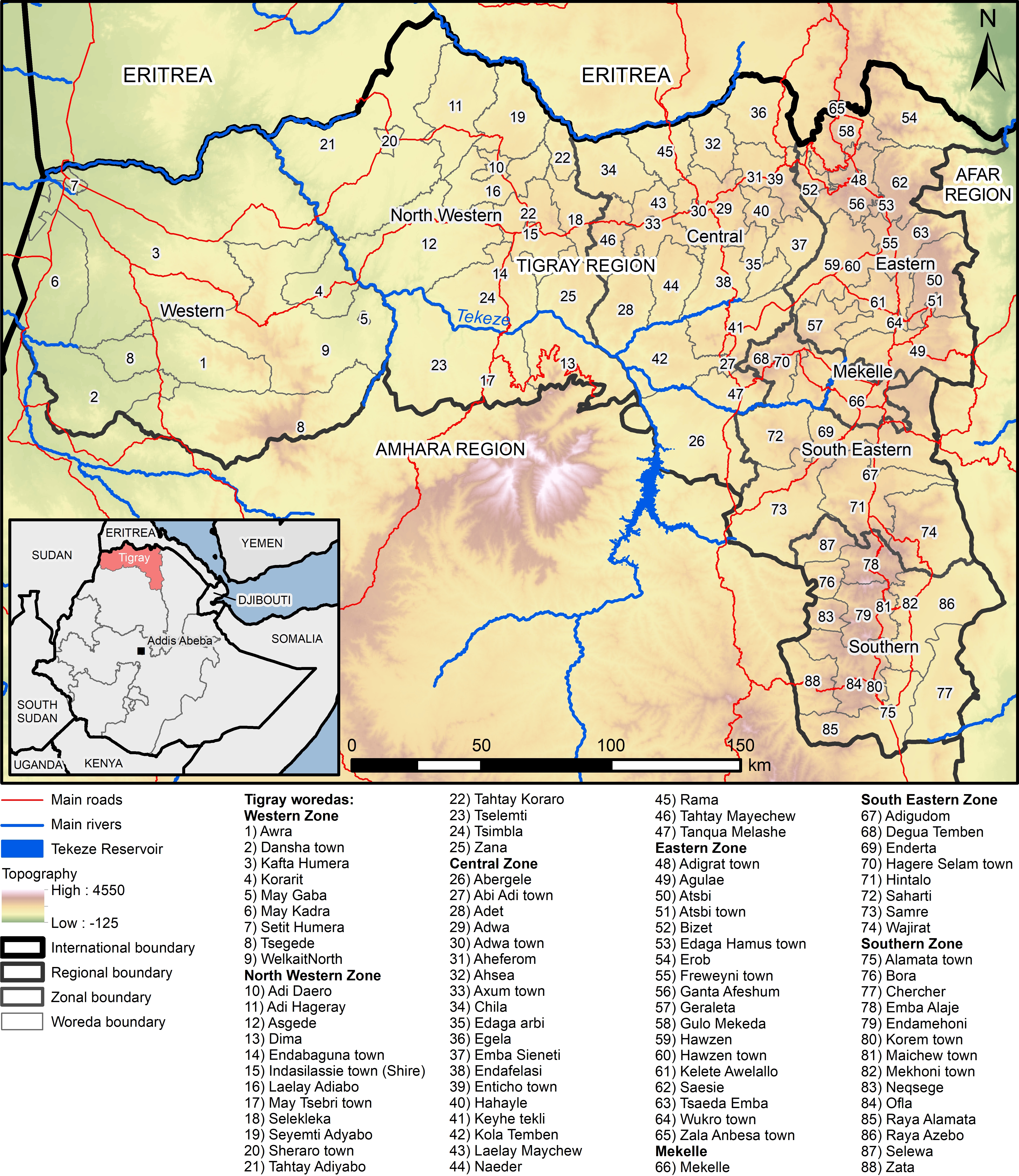
Carte du Tigray, situation 2024

#### Guerre du Tigré 2020-2021
Le Front de libération du peuple du Tigré (FLPT) dirige la région. Il accuse le premier ministre éthiopien Abiy Ahmed — un oromo, ethnie la plus importante en Éthiopie — d’avoir progressivement marginalisé la minorité tigréenne (6 % de la population) au sein de la coalition au pouvoir, que le parti a depuis quittée, se positionnant de facto dans l’opposition depuis 2018. 
Il est devenu séparatiste depuis que les élections législatives, qui devaient se tenir en août 2020, ont été reportées. Il lance une attaque contre des bases des Forces de défense nationale éthiopiennes à Mekele, la capitale du Tigré, et à Dansha, une ville de l’ouest de la région, le 4 novembre 2020. 
La région totalise plus de la moitié de l’ensemble du personnel des forces armées et des divisions mécanisées du pays dans le Commandement du nord à la suite de la guerre entre l'Érythrée et l'Éthiopie, selon un rapport du centre de réflexion International Crisis Group (ICG) publié fin octobre 2020. Selon ICG, les autorités du Tigré peuvent compter sur « une importante force paramilitaire et une milice bien entraînée », dont les effectifs combinés sont estimés à 250 000 hommes et « semblent bénéficier d’un soutien significatif des six millions de Tigréens ».
Le premier ministre éthiopien Abiy Ahmed, dans une intervention télévisée, a déclaré que l'attaque a été repoussée par des forces de sécurité de la région d’Amhara, qui borde le sud du Tigré. Elle a fait « de nombreux morts, des blessés et des dégâts matériels ».
Le bureau du premier ministre a accusé dans un communiqué le FLPT d’avoir habillé ses soldats avec des uniformes semblables à ceux portés par l’armée érythréenne afin « d’impliquer le gouvernement érythréen dans les fausses revendications d’agression contre le peuple du Tigré ».
Le 5 novembre, l'état d'urgence est déclaré pour six mois par le gouvernement éthiopien qui a lancé, la veille, une opération militaire avec de l'artillerie contre le FLPT.
Le même jour, le président de Front de libération du peuple du Tigré Debretsion Gebremichael a confirmé que les forces tigréennes contrôlaient le quartier général du commandement nord de l'armée éthiopienne et avaient saisi la plupart de ses armes. Debretsion a également déclaré que le Commandement du Nord lui-même avait fait défection et rejoint la rébellion et que l'armée de l'air éthiopienne bombardait des zones proches de Mekele, la capitale du Tigré.
Sous la direction d'Abiy Ahmed et d'Isaias Afeworki, les troupes éthiopiennes, les troupes érythréennes et les milices amhara ont commis d'importants crimes de guerre et de nettoyage ethnique, en massacrant des civils, en affamant les populations locales et en utilisant comme arme la violence sexuelle contre les femmes et les jeunes filles. La pénurie de produits alimentaires et de médicaments, et l’impossibilité d'accès à des services essentiels sont la cause de multiples épidémies de malaria, anthrax, choléra, etc. En 2022 l'OMS décrit la situation comme « la pire crise humanitaire dans le monde ».

## Politique

### Division administrative
La région est divisée en sept zones
- Zone ouest: Mi'irabawi
- Zone nord-ouest
- Zone nord-est: Misraqawi
- Zone centrale: Mehakelegnaw
- Zone sud-ouest
- Zone sud: Debubawi
- Zone Mékélé

### Branche exécutive
Le pouvoir exécutif est dirigé par le président du Tigré. Le président actuel est Debretsion Gebremichael, membre du TPLF, élu en 2018. Un vice-président de Tigray succède au président en cas de révocation de ses fonctions et remplit toutes les fonctions assignées par le président. Le vice-président actuel est le Dr Addis Alem Balema. Les autres bureaux constitutionnels élus dans la branche exécutive sont le Bureau régional de la santé (Hagos Godefay), Bureau de l'éducation (Ayte Gebre'egziabher), vérificateur général (Alemseged Kebedew), et 12 autres hauts fonctionnaires.

### Branche judiciaire
Il existe trois niveaux de l'appareil judiciaire de l'État du Tigré. Le niveau le plus bas est le tribunal des plaidoyers communs: chaque woreda dispose de sa propre cour des plaidoyers communs mandatée par la Constitution, qui maintient sa compétence sur toutes les affaires justiciables. Le système judiciaire de niveau intermédiaire est le système judiciaire de district. Il existe quatre cours d’appel, chacune conservant sa compétence en matière d’appel des plaidoyers communs, des tribunaux municipaux et de district dans une zone administrative. Une affaire entendue dans ce système est tranchée par un panel de trois juges, et chaque juge est élu.
Le tribunal le plus élevé, la Cour suprême du Tigré, est le « tribunal de dernier ressort » du Tigré. Un panel de sept juges compose le tribunal qui, à sa discrétion, entend les appels des cours d'appel et conserve sa compétence initiale sur des questions limitées. Le juge en chef est appelé le président de la Cour suprême du Tigré (Mme Hirity Miheretab).

### Branche législative
Le Conseil d'État, qui est l'organe administratif suprême de l'État, est composé de 152 membres .

### Politique nationale
Le Tigré est représenté par 38 représentants à la Chambre des représentants des peuples.

## Démographie

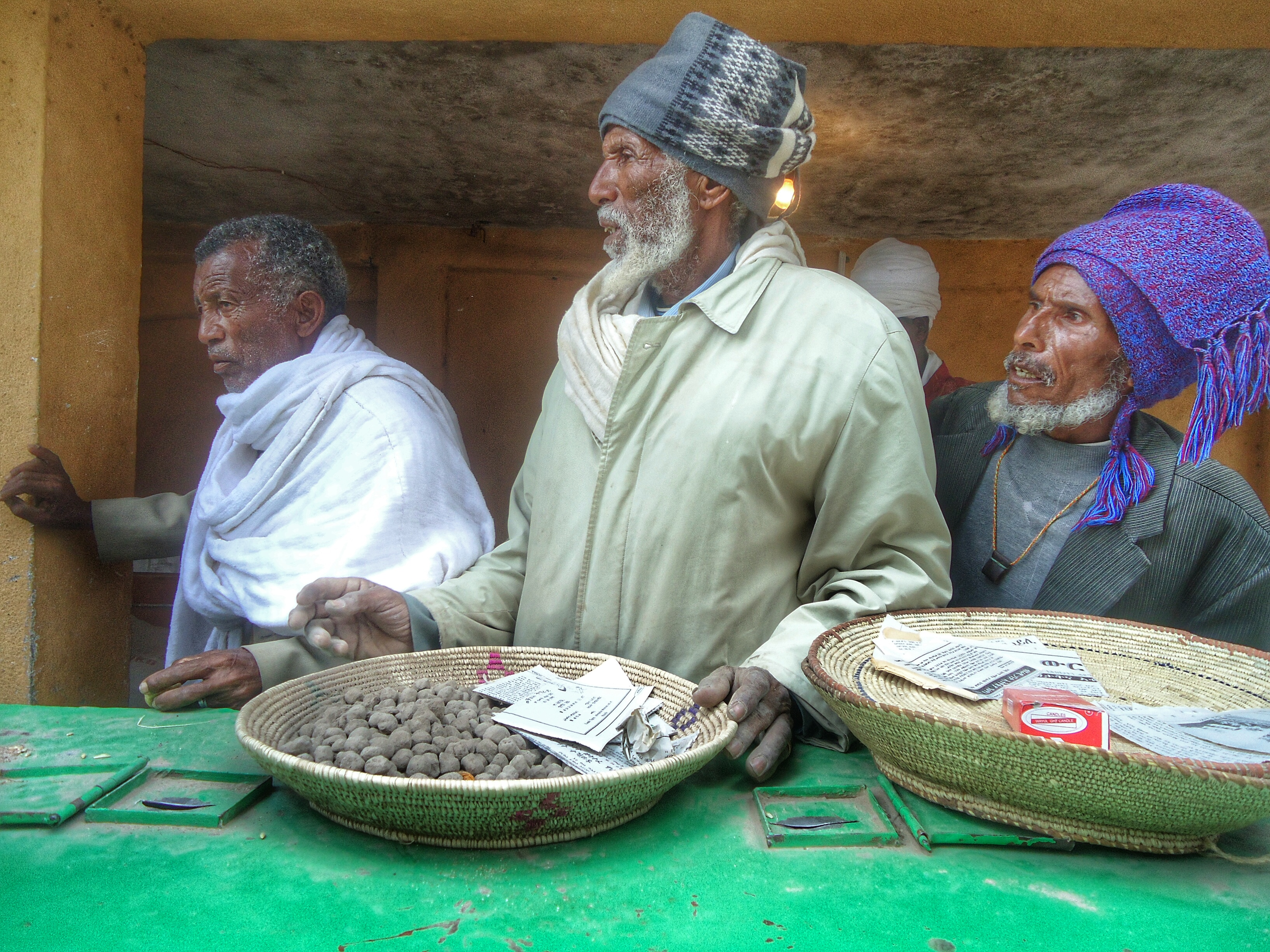
Fidèles à l'Église Sainte-Marie-de-Sion.

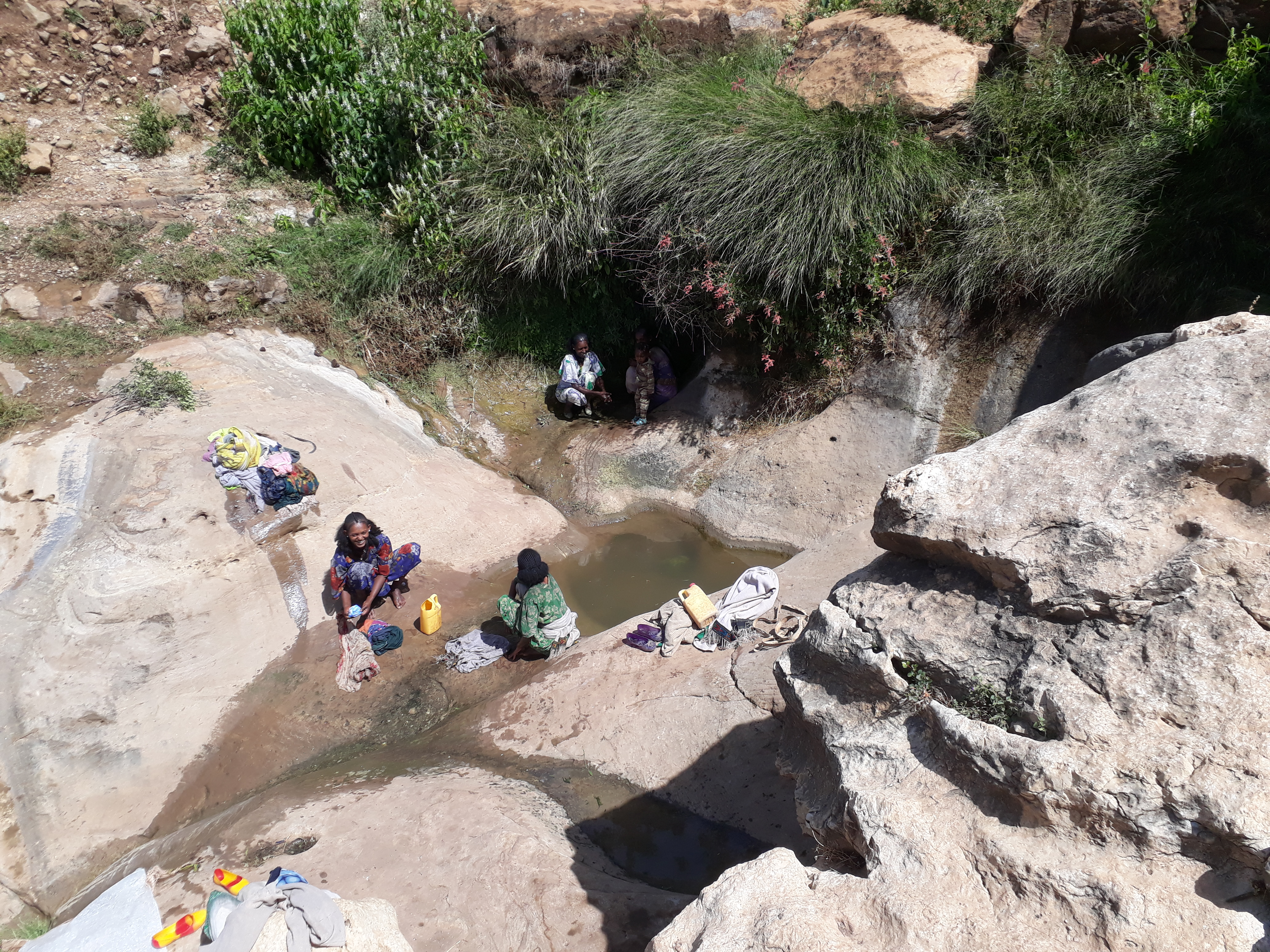
Des femmes tigréennes lavent des vêtements à Santarfa.

La pyramide des âges a une base large, semblable à la plupart des autres pays à faibles revenus. Cependant, les deux groupes d'âge inférieurs montrent que la base de la pyramide a cessé de s'élargir ; c'est particulièrement vrai pour le groupe des 0-9 ans, avec un effet encore plus prononcé dans le groupe des 0-4 ans, indiquant ainsi un début timide d'une transition démographique. Cela peut être lié à l'amélioration des services de santé et à un changement de position des femmes dans la société. En effet, un Code de la famille révisé est entré en vigueur en 2000, prônant les principes de l'égalité des sexes. Cela a relevé l'âge minimum du mariage de 15 à 18 ans et établi les droits des femmes en termes de partage des biens que le ménage a accumulés. Le code pénal éthiopien déclare que battre sa femme est un crime et que les pratiques traditionnelles néfastes telles que le mariage précoce, les enlèvements et les mutilations génitales féminines sont désormais également considérées comme un crime. De nos jours, presque tous les enfants du Tigré vont à l'école mais les filles abandonnent fréquemment quand elles atteignent l'âge de 13 à 15 ans : les écoles ne disposent pas d'installations pour la gestion de l'hygiène menstruelle et c'est une raison majeure d'interrompre la scolarité.
Sur la base du recensement de 2007 réalisé par l'Agence centrale de statistique de l'Éthiopie, la région du Tigré comptait 4 316 988 habitants, dont 2 126 465 hommes et 2 190 523 femmes ; les habitants urbains étaient au nombre de 844 040, soit 19,55 % de la population. D'une superficie estimée à 84 722 km2, la région avait une densité estimée à 51 personnes par kilomètre carré. Dans l'ensemble de la région, 992 635 ménages ont été recensés, pour une moyenne de 4,4 personnes par ménage, les ménages urbains ayant en moyenne 3,4 et les ménages ruraux 4,6 personnes. La population était estimée à 5 247 005 en 2017 ; une densité moyenne de 62 personnes par kilomètre carré.
Lors du recensement précédent, effectué en 1994, la population de la région était de 3 136 267, dont 1 542 165 hommes et 1 594 102 femmes ; les habitants urbains étaient au nombre de 621 210, soit 14 % de la population.

Selon le CSA, en 2004, 54 % de la population totale avait accès à l'eau potable, 43% des ruraux et 97 % des citadins. La répartition sociologique en 2005 comprenait : 32 % des habitants appartenait au quintile de richesse le plus bas ; l'alphabétisation des adultes pour les hommes était de 67,5 % et pour les femmes de 33,7 % ; et le taux de mortalité infantile de 67 décès infantiles pour 1 000 naissances vivantes, soit moins que la moyenne nationale de 77 ; au moins la moitié de ces décès sont survenus au cours du premier mois de vie des nourrissons.

### Ethnicité

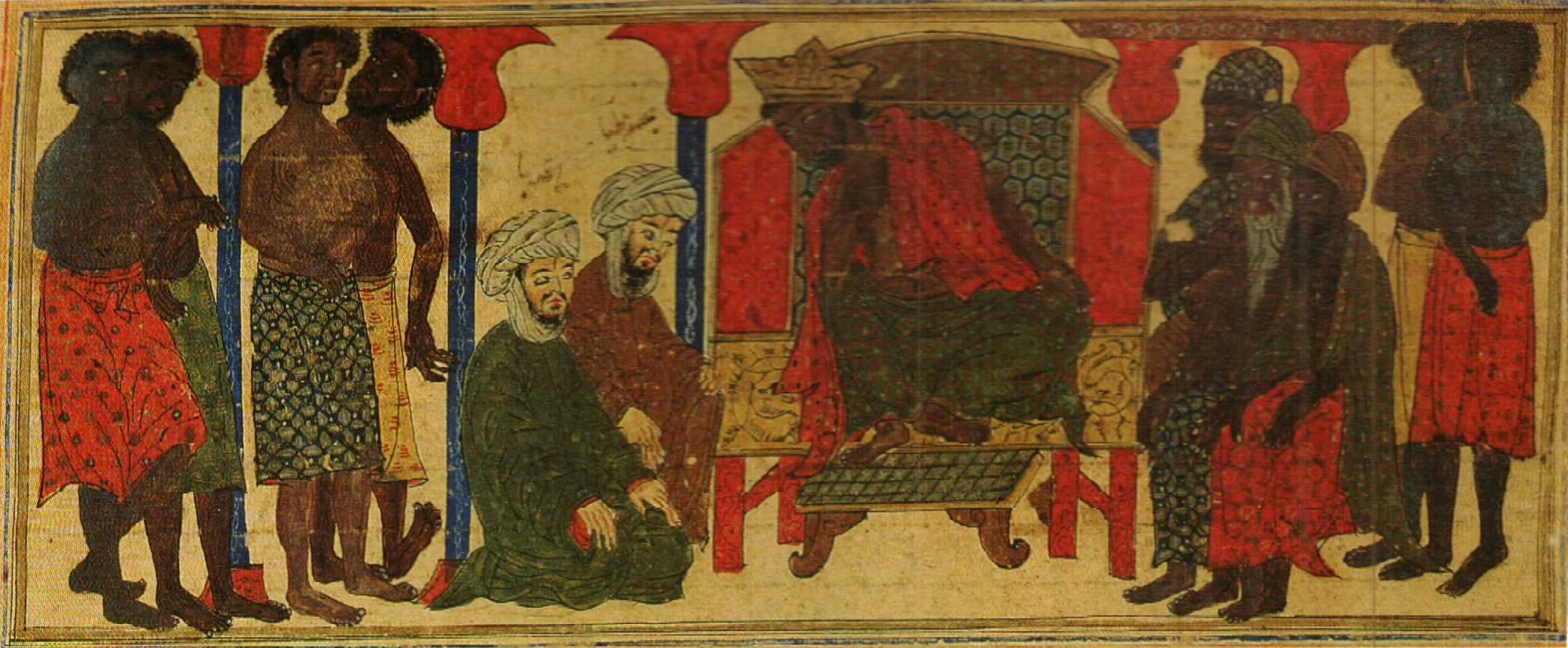
Illustration du XIVe siècle montrant le roi chrétien (Negus) d' Aksoum (le roi Armah également connu sous le nom d'Al-Najashi) refusant la demande d'une délégation païenne de la Mecque, de renoncer aux premiers musulmans qui ont reçu refuge dans la ville d' Aksoum après le premier Hijra en accord avec le prophète Mahomet qui leur a dit de se réfugier à Aksum.

Avec 96,55 % de la population locale, la région est principalement habitée par le peuple tigréen parlant tigrigna. La langue tigrigna appartient à la branche sémitique de la famille des langues chamito-sémitique. La plupart des autres résidents sont originaires d'autres communautés de langue afro-asiatique, notamment les Amharas, Irobs, Afars, Agews et Oromos. Les Oromos en partie assimilés vivent dans des villages plus reculés de Raya Azebo et Alamata, alors qu'il y a des Agaw en Abergele. Il existe également des Kunama de langue nilo-saharienne .
| Groupe ethnique | Recensement de 1994 | Recensement de 2007 |
| --------------- | ------------------- | ------------------- |
| Tigréens        | 94,98 %             | 96,55 %             |
| Amharas         | 2,60 %              | 1,63 %              |
| Irob            | 0,70 %              | 0,71 %              |
| Afars           | -                   | 0,29 %              |
| Agew            | -                   | 0,19 %              |
| Oromos          | -                   | 0,17 %              |
| Kunamas         | 0,05 %              | 0,07 %              |

### Religion
| Religion             | Recensement de 1994 | Recensement de 2007 |
| -------------------- | ------------------- | ------------------- |
| Chrétiens orthodoxes | 95,5 %              | 95,6 %              |
| Musulmans            | 4,1 %               | 4,0 %               |
| Catholiques          | 0,4 %               | 0,4 %               |

### Langues
La langue de travail est le tigrigna. Le saho et le kunama sont également parlés, et les habitants des zones urbaines peuvent également parler l'amharique.

## Agriculture

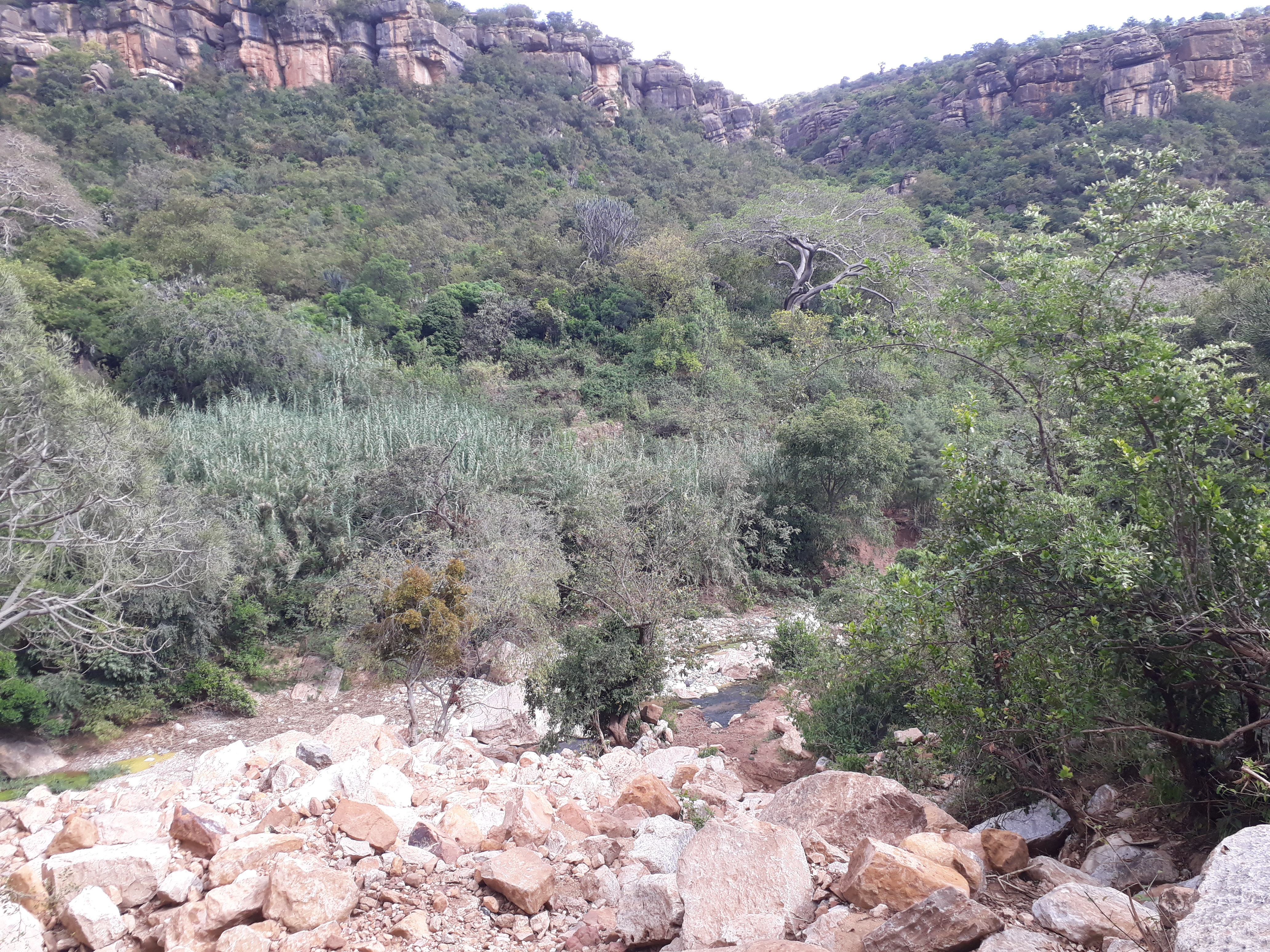
Forêt de Gestet

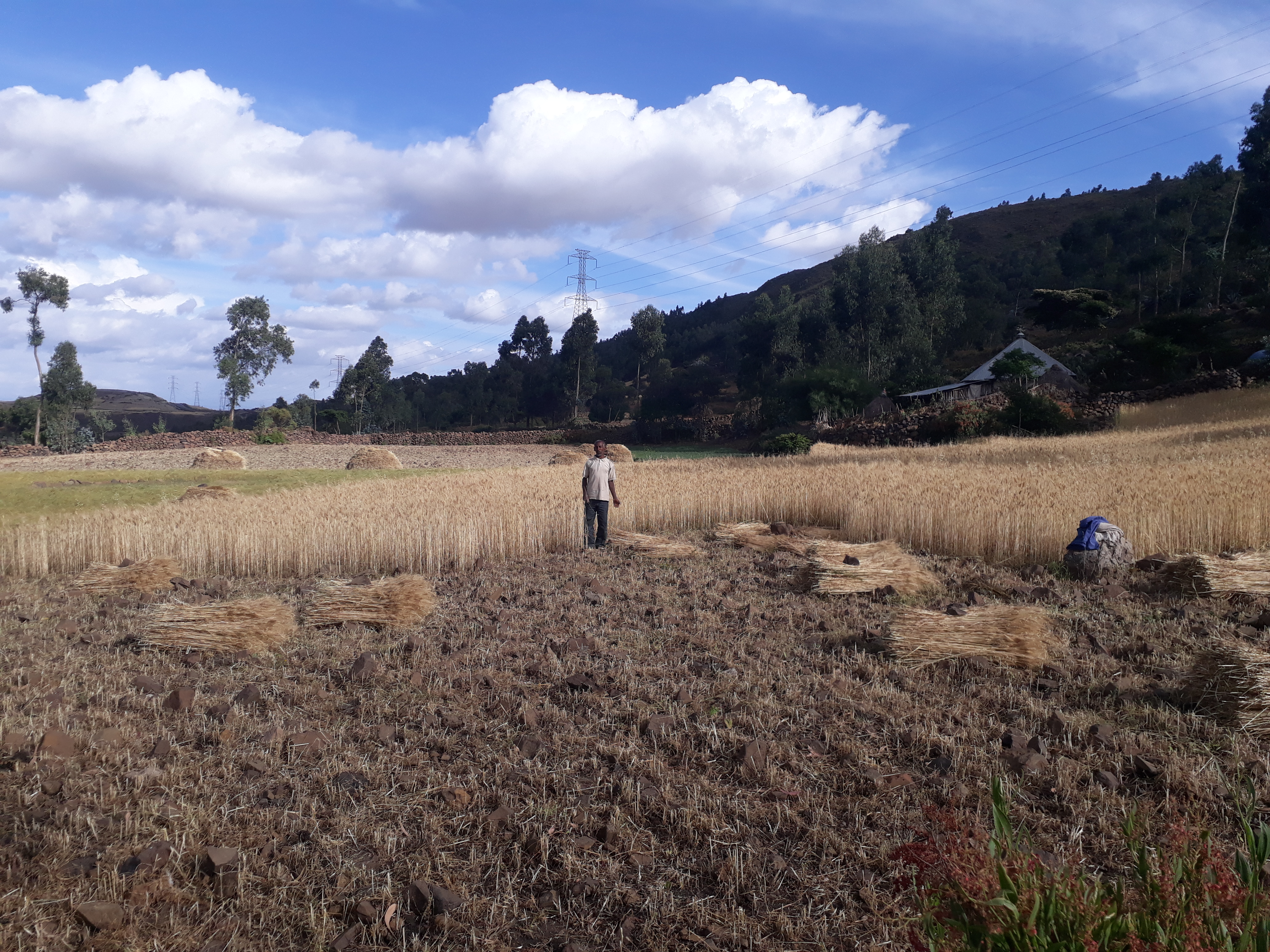
Récolte à Khunale

### Ressources naturelles

#### Construction de terrasses

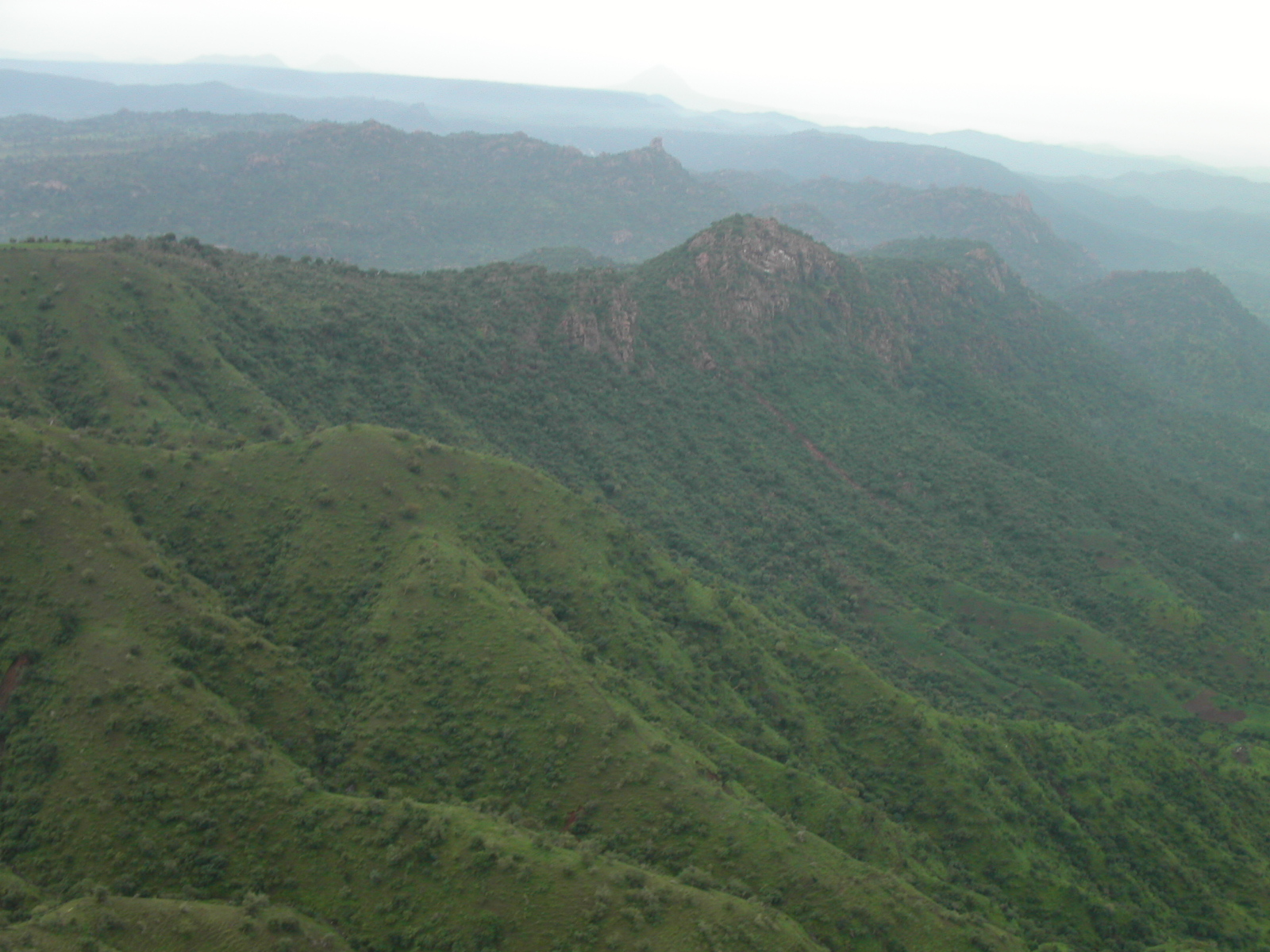
Montagnes de Lemalimo près d'Inda Selassie dans l'ouest du Tigré

Un aspect important des travaux agricoles au Tigray après la fin de la guerre civile de 1991 était de minimiser les problèmes de sécheresse. Dans le passé, le Tigré était couvert de forêts et avait un micro-climat qui favorisait les pluies. Par la suite, les forêts ont été abattues, généralement pour appauvrir la population pendant les guerres. Par conséquent, si le Tigré  enregistre une bonne quantité de précipitations pendant la saison des pluies, d'août à septembre, il perd rapidement ces eaux par ruissellement. Dans le processus, le sol fertile des champs s'érode. Après quelques mois de pluie, le pays s'est à nouveau asséché.[réf. nécessaire]
Le gouvernement a entrepris des projets au Tigré. Le premier a été la construction de terrasses qui, avec l'accord et l'aide des communautés locales, remontent au sommet des montagnes à 2 500 m. L'objectif était d'éviter que les précipitations ne s'écoulent immédiatement afin qu'elles puissent être conservées pour la saison agricole. Sur les plus hautes terrasses ont été plantés des arbres, principalement de l'eucalyptus, arbre dominant en Éthiopie et originaire d'Australie. Ces plantes ont créé un nouveau microclimat. La méthode de terrassement était très simple mais exigeait une bonne organisation. De longues étendues de champs ont été aménagées en terrasses par les villageois à l'aide de murs en pierres que l'érosion avait mis au jour. Les pluies érodant le sol encore non en terrasses ont formé des dépôts de sédiments qui ont été retenues par les murs les plus élevés, ce qui a permis la construction d'un nouveau champ de terrasse et d'un autre mur avec des pierres découvertes, créant chaque année de nouvelles terres agricoles en terrasses. Quatre ou cinq ans après le début du projet, presque tout le Tigré, avec une superficie à peine inférieure à celle de l'Italie, était en terrasses.[réf. nécessaire]

#### Réservoirs
Le plus grand barrage, hydroélectrique est sur le Tekezé. La capacité du réservoir est de 9,3 milliards m³.

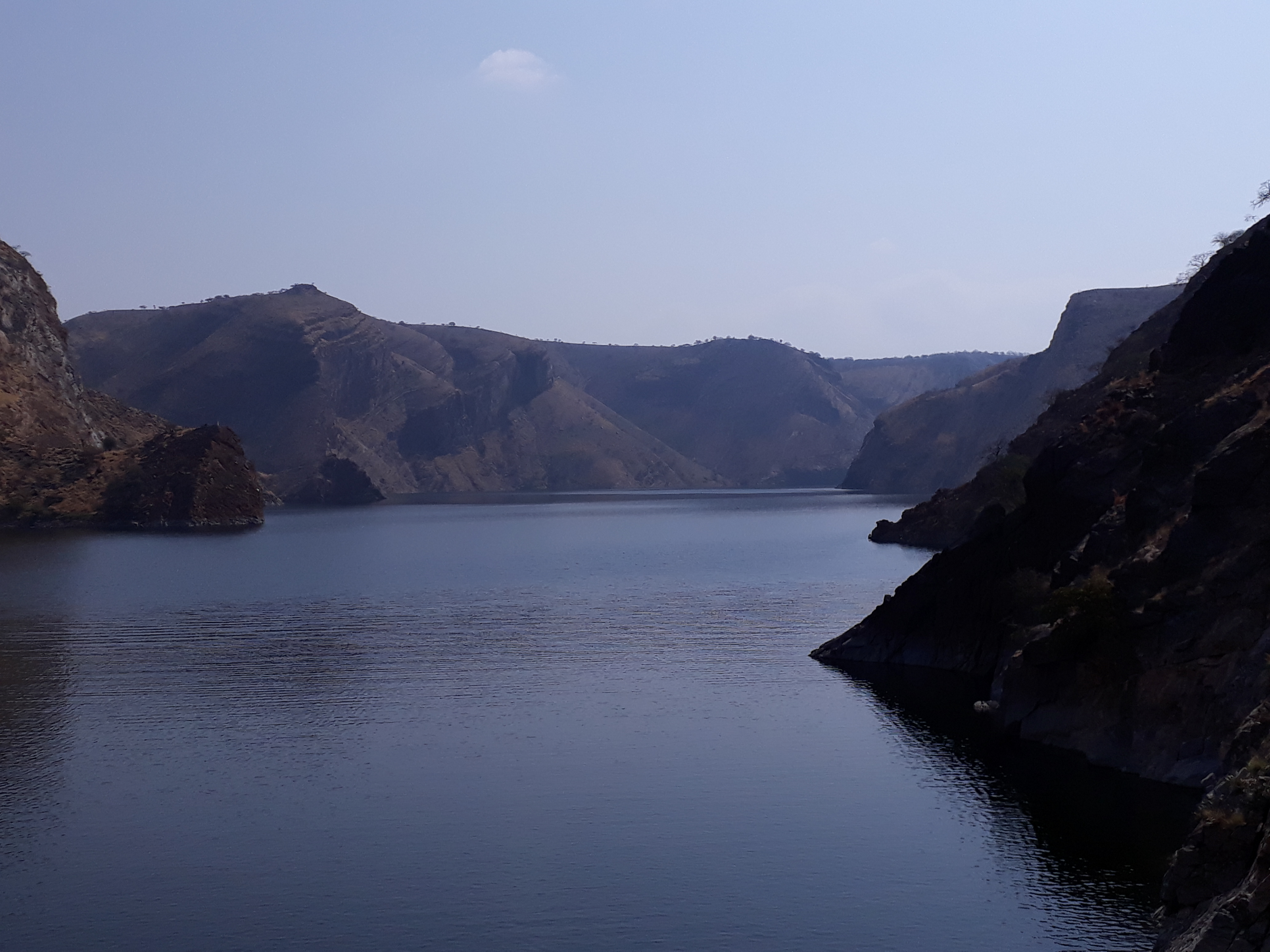
Réservoir du Tekezé

Près de Mekelle, le Lac Giba est en construction, principalement pour fournir la ville en eau potable.

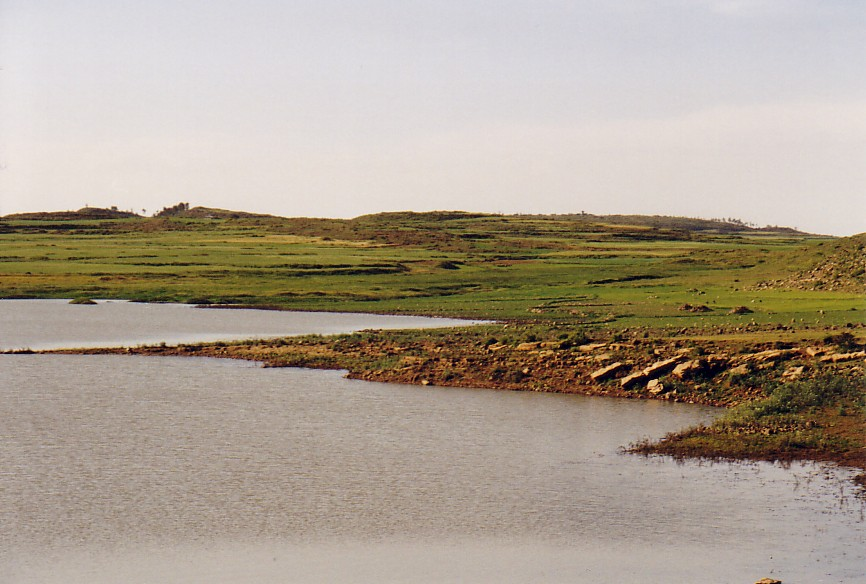
Réservoir d'Addi Amharay

Comme il ne pleut que quelques mois sur l'année, on a également construit beaucoup de réservoirs pour récolter les eaux de pluie.
Les barrages nécessaires à la création de ces bassins sont typiquement un remblai de quelques centaines de mètres de long, fermant une partie d'une vallée, d'une hauteur maximale de 20 mètres. Chacun prenait des mois de travail, au cours desquels les gens portaient de la terre sur leur dos et avec l'aide d'ânes. En général pour construire un barrage, 2 000 à 3 000 personnes - hommes, femmes et enfants - transportaient de la terre dans de simples paniers.[réf. nécessaire]
Dans l'ensemble, ces réservoirs souffrent d'un envasement rapide,. Une partie de l'eau qui pourrait être utilisée pour l'irrigation est perdue par infiltration; l'effet secondaire positif est que cela contribue à la recharge des eaux souterraines.
Ces petits barrages comprennent:
| - Addi Abagiè - Addi Akhor - Addi Amharay - May Leiba - Hiza'iti Wedi Cheber - Addi Asme'e - Chini - Addi Gela - Addi Hilo - Addi Qenafiz |  | - Addi Shihu - Aqushela - Arato - Belesat - Betqua - Chichat - Dibdibo - Dur Anbesa - Imbagedo - Inda Zib'i |  | - Era (réservoir) - Era Quhila - Gereb Shegal - Godew - Ginda'i - Felaga |

Ces réservoirs subissent une sédimentation rapide,. Une partie des eaux des réservoirs est perdue par percolation; un effet secondaire et positif est que ces eaux contribuent à la recharge des aquifères.

#### Végétation et exclos
Le Tigré détient de nombreux exclos, des zones réservées au reverdissement. La collecte de bois et les parcours de bétail n'y sont pas autorisés. Outre les effets sur la biodiversité,,, l' infiltration de l' eau, la protection contre les inondations, le dépôt de sédiments , la séquestration du carbone, les gens ont également des avantages économiques directs de ces zones protégées par la récolte de l' herbe, l' apiculture et d' autres non produits forestiers ligneux. Les habitants locaux la considèrent également comme « une terre réservée aux générations futures ». Au Dogu'a Tembien, plusieurs exclos sont gérés par le projet EthioTrees. Ils ont comme avantage supplémentaire que les villageois reçoivent des crédits carbone pour le CO2 séquestré dans le cadre d'un programme de compensation carbone. Les revenus sont ensuite réinvestis dans les villages, selon les priorités des communautés; cela peut être pour une classe supplémentaire dans l'école du village, un étang, la conservation dans les exclos, ou une grange pour l'encens.

### Bétail
Le CSA a estimé en 2005 que les agriculteurs du Tigray avaient un total de 2713750 bovins (représentant 7,0% du total des bovins éthiopiens), 72640 moutons (0,42%), 208970 chèvres (1,61%), 1200 chevaux (moins de 0,1%), 9190 mulets (6,24%), 386 600 ânes (15,43%), 32 650 chameaux (7,15%), 3 180 240 volailles de toutes espèces (10,3%) et 20 480 ruches (0,47%). Les bovins sont un élément essentiel du système agricole dominant, basé sur la charrue et les céréales. A la saison des pluies, une grande partie des troupeaux de bovins est en transhumance,.
Principalement utilisé pour la traite, il existe plusieurs races de bovins au Tigré,.
- Bovins Arado, la variété dominante
- Bovins Raya, à longues cornes, spécialement élevés dans le sud du Tigré et largement commercialisés comme bœufs
- Bovins Irob, en particulier dans le woreda d'Irob [62]
- Bovins Abergele, en particulier à Abergele et sur les pentes sud-ouest du Dogu'a Tembien
- Bovins Begayt, dans l' ouest du Tigré. Ils sont connus pour une meilleure production de lait
- Dans les petites villes: vaches laitières croisées Arado x Begayt et Arado x Holstein-Frise

## Patrimoine

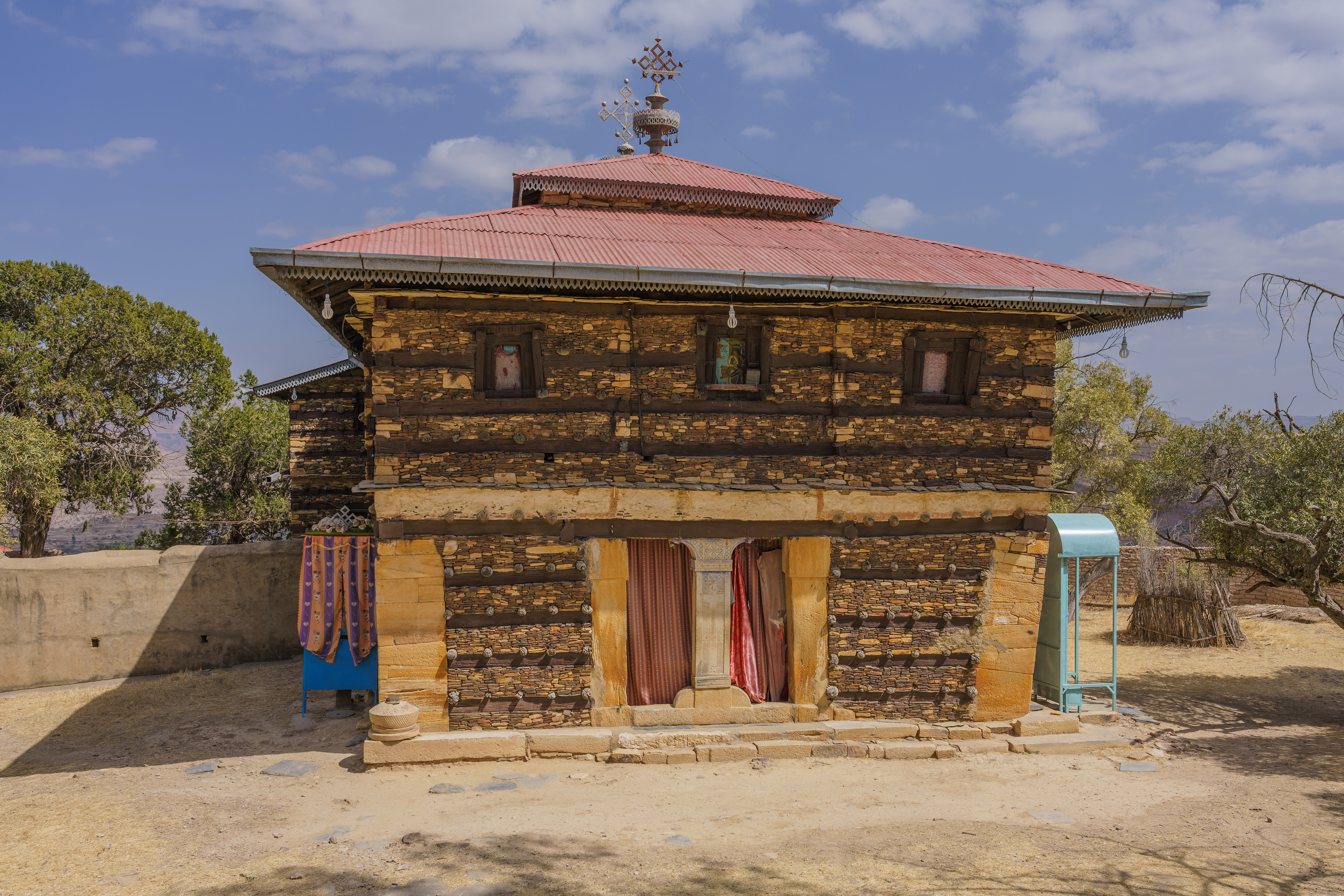
Monastère de Debre Damo.

Une caractéristique distinctive du Tigré sont ses églises taillées dans le roc. De conception similaire à celles de Lalibela dans la région d'Amhara, ces églises se trouvent en quatre ou cinq groupes - Gheralta, Teka-Tesfay, Wukro, Atsbi et Tembien. Certaines de ces églises sont considérées comme antérieures à celles de Lalibela, datant peut-être du VIIIe siècle. Pour la plupart monolithiques, avec des dessins en partie inspirés de l'architecture classique, ils sont souvent situés au sommet de falaises ou de collines escarpées, pour des raisons de sécurité. Par exemple, l'ancien monastère Debre Damo n'est accessible qu'en escaladant à l'aide d'une corde de 25 mètres une falaise abrupte.
Le pillage d'objets antiques est devenu un problème majeur dans la région du Tigré, car les sites archéologiques sont devenus des sources de matériaux de construction et d'objets anciens utilisés à des fins quotidiennes par les populations locales.
La région est célèbre pour un obélisque de 23 mètres de long sculpté dans un rocher à Aksoum ainsi que pour d'autres obélisques tombés. Le site aux trésors d'Aksoum est un point de repère majeur. Yeha est un autre point de repère local important qui est peu connu en dehors de la région.

## Éducation
Au niveau régional, le Bureau de l'éducation du Tigray gère les établissements d'enseignement primaire et secondaire. Au niveau municipal, il existe environ trois-cents districts scolaires dans toute la région.

### Collèges et universités
- Université Adigrat
- Université Aksum
- Université panafricaine d'Adwa
- Collège Ethio-lmage
- Collège de Greenwich
- Collège Hasenge
- Collège d'ingénierie de Mars
- Université de Mekelle
- Institut de technologie de Mekelle
- New Millennium College
- Collège du Nil
- Université Raya
- Collège Sehba Info Tech & Business
- Collège Signal
- Collège universitaire St. Mary's
- Winner collège Aksum

### Bibliothèques
Le Tigré abrite les bibliothèques d'églises les plus étendues d'Éthiopie qui se trouvent dans les zones orientale et centrale de la région. Plusieurs projets de numérisation sont en cours pour préserver les textes historiques.
- Fondation du patrimoine Aksoum
- Église Romanat Qeddus Mika'el
- Monastère de Gunda Gunde
- Monastère d'Agwaza
- Monastère Debre Damo

## Transport

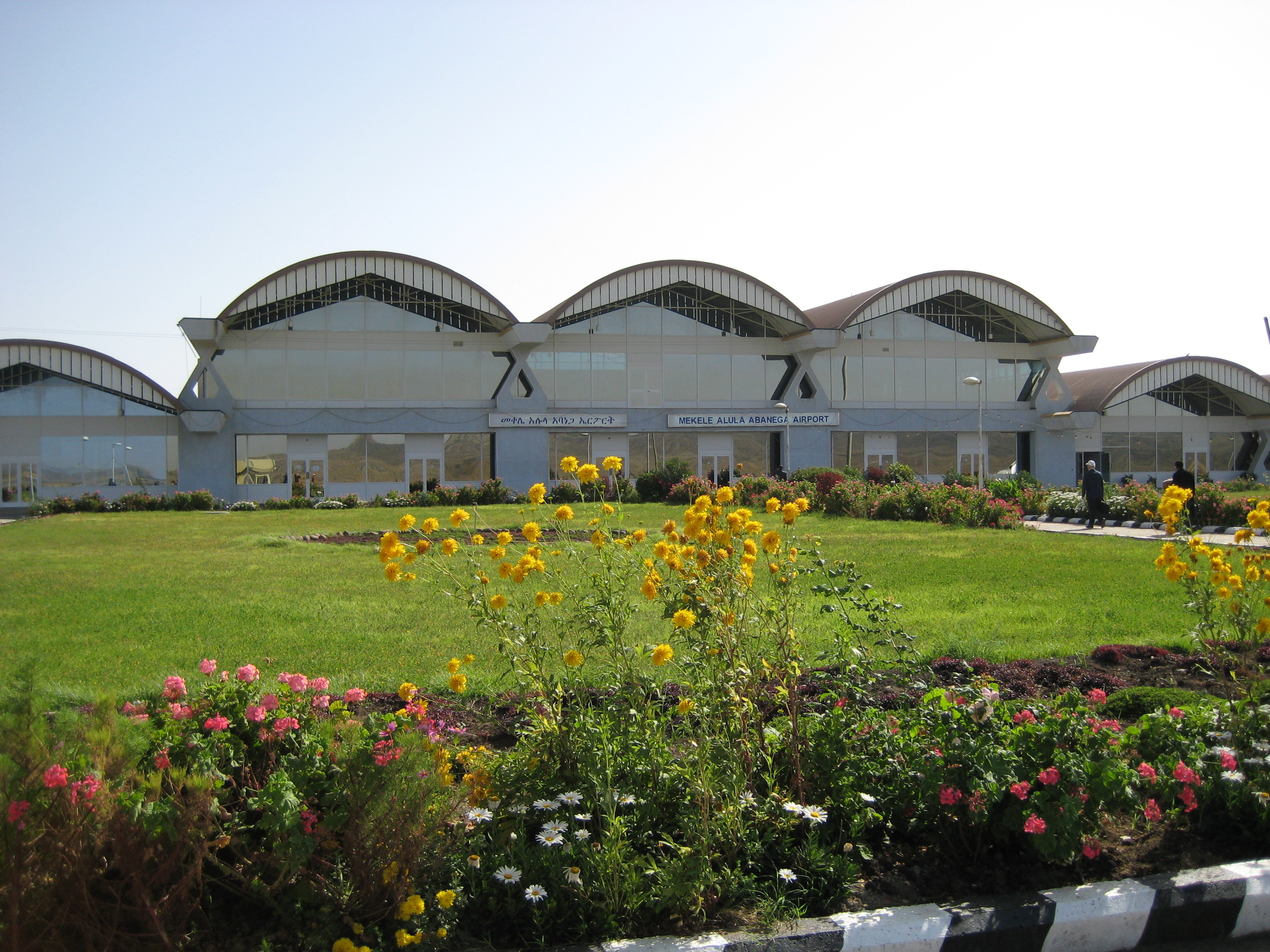
Aéroport Alula Aba Nega à Mékélé

### Transport terrestre
D'importants corridors de transport nord-sud traversent le Tigré et notamment la route 2 qui va d'Adigrat à Addis-Abeba et la route 3 qui va de Shire à Addis-Abeba.

### Transport aérien
Le Tigré a un aéroport international et quatre aéroports commerciaux. L'aéroport international est l'aéroport Alula Aba Nega (MQX). Les 4 aéroports commerciaux sont l'aéroport de Shire (SHC), l'aéroport d'Humera (HUE), l'aéroport de Dansha et l'aéroport Emperor Yohannes IV à Aksoum (AXU).

## Sports
Mekelle 70 Enderta FC (en tigrinya : ጋንታ መቐለ 70 እንደርታ ; en amharique : መቐለ 70 እንደርታ) est un club de football basé à Mékélé. Ils sont membres de la Fédération éthiopienne de football et jouent actuellement dans la  Premier League éthiopienne. Ils sont connus sous le surnom de lions de Juda (ምዓም ኣንበሳ / ምዓም አናብስት / ኣናብስቶቹ). Le club a remporté son premier titre de Premier League éthiopienne lors de la saison 2018-2019.
Shire Endaselassie FC (en tigrinya : ጋንታ ስሑል ሽረ ; en amharique : ሽረ እንዳሥላሴ, également connu sous le nom de Sihul Shire FC) est un club de football basé à Shire. Ils sont membres de la Fédération éthiopienne de football et jouent dans la Premier League éthiopienne.
Welwalo Adigrat University FC est un club de football basé à Adigrat. Ils évoluent en première division du football éthiopien.
Les Tigréens sont connus pour leurs bonnes performances dans le cirque et pour avoir des cyclistes sur route professionnels. Pendant de nombreuses années, les cyclistes de cette région ont dominé le championnat cycliste éthiopien. Tsgabu Gebremaryam Grmay est l'un des meilleurs cyclistes éthiopiens et le premier éthiopien à participer au Tour de France .